# Кимино
Кимино (яп. 紀美野町 Кимино-тё:) — посёлок в Японии, находящийся в уезде Кайсо префектуры Вакаяма. Площадь посёлка составляет 128,31 км², население — 9482 человека (1 августа 2014), плотность населения — 73,90 чел./км².

## Географическое положение
Посёлок расположен на острове Хонсю в префектуре Вакаяма региона Кинки. С ним граничат города Кайнан, Кинокава и посёлки Кацураги, Аридагава.

## Население
Население посёлка составляет 9482 человека (1 августа 2014), а плотность — 73,90 чел./км². Изменение численности населения с 1980 по 2005 годы:
| 1980 | 15 625 чел. |  |
| 1985 | 15 037 чел. |  |
| 1990 | 14 215 чел. |  |
| 1995 | 13 378 чел. |  |
| 2000 | 12 387 чел. |  |
| 2005 | 11 643 чел. |  |

## Символика
Деревом посёлка считается торрея орехоносная, цветком — цветок сакуры, птицей — Motacilla grandis.